# Merpati Nusantara Airlines-vlucht 836
Merpati Nusantara Airlines-vlucht 836 was een passagiersvlucht die op 13 april 2010 doorschoot tijdens de landing op de Luchthaven Rendani in Manokwari, hoofdstad van de Indonesische provincie West-Papoea op Nieuw-Guinea.
Het vliegtuig, een Boeing 737-300 van de Indonesische maatschappij Merpati Nusantara Airlines, komende van het eveneens in West-Papoea gelegen Sorong, schoot om 11:00 uur lokale tijd (02.00 GMT) tijdens de landing door op de Luchthaven Rendani in Manokwari, belandde in een ondiepe rivier en brak in stukken. Hierbij raakten 23 inzittenden gewond. Het regende en was mistig tijdens de landing. Het vliegtuig raakte een aantal bomen aan het eind van de twee kilometer lange landingsbaan.